# أنطونيو غونزاليس (لاعب كرة قدم مواليد 1982)
أنطونيو غونزاليس (بالإسبانية: Antonio González Rodríguez) (7 يناير 1982 البسيط إسبانيا - ) هو لاعب كرة قدم إسباني يلعب كلاعب وسط.

## روابط خارجية
- أنطونيو غونزاليس على موقع قاعدة بيانات كرة القدم.إي يو (الإنجليزية)
- أنطونيو غونزاليس على موقع Soccerway.com (الإنجليزية)